# Biconcava
Biconcava es un género de foraminífero bentónico de la familia Mayncinidae, de la superfamilia Nezzazatoidea, del suborden Nezzazatina y del orden Lituolida. Su especie tipo es Biconcava bentori. Su rango cronoestratigráfico abarca el Cenomaniense (Cretácico superior).

## Discusión
Clasificaciones previas incluían Biconcava en la superfamilia Lituoloidea, así como en el suborden Textulariina del orden Textulariida, o en el orden Lituolida sin diferenciar el suborden Nezzazatina.

## Clasificación
Biconcava incluye a la siguiente especie:
- Biconcava bentori †